# Ginsu
El Ginsu fue un cuchillo, y uno de los más famosos anuncios televisivos de la década de los años 1970, aunque en España llegó un poco más tarde, a finales de los  años 1980 y principios de los 90, bajo el nombre "Samurai". Supuso el nacimiento de los infocomerciales,[cita requerida] anuncios televisivos de larga duración (superior a los dos minutos) que pronto se hicieron famosos y perduran hasta nuestros días. 

## La idea
Originariamente, el cuchillo Ginsu fue idea de la Douglas Quikut División de Scott Fetzer, empresa estadounidense situada en Fremont, Ohio. Su nombre era "Eversharp". Ed Valenti y Barry Becher, fundadores de la agencia de marketing directo Dial Media (1976) encontraron esta serie de cuchillos y se plantearon hacerlos un producto de éxito. Para ello pensaron en cambiarles el nombre para que tuvieran más gancho y el resultado fue una palabra que sonaba japonesa: Ginsu.

## El spot
Fue en el año 1978 (en EE. UU.) cuando los cuchillos Ginsu llegaron a la televisión. Su anuncio comenzaba con una voz japonesa que comentaba: "En Japón, la mano se usa como un cuchillo", y salía un karateka partiendo con la mano desnuda unas tablas (tameshiwari). "Pero este método no funciona con un tomate". A lo que acto seguido salía el karateka reventando con la mano un tomate. Entonces aparecía el cuchillo Ginsu, que podía cortar todo tipo de productos, tomates incluidos, manteniéndose siempre afilado. 
Los anuncios infocomerciales consiguieron comprimir una demostración de producto de 20-25 minutos en un bloque de 2-3 minutos, haciendo que en los primeros segundos el espectador se enganchara y finalmente comprara el producto.